# Суховское сельское поселение (Кемеровская область)
Суховское сельское поселение — упразднённое муниципальное образование в Кемеровском районе Кемеровской области. Административный центр — посёлок Металлплощадка.

## География
Населённые пункты располагаются на берегу реки Томь.

## История
Суховское сельское поселение образовано 17 декабря 2004 года в соответствии с Законом Кемеровской области № 104-ОЗ.
По данным на 2016 год на территории проживает в п. Металлплощадка 5 735 человек, в д. Сухово, включающей в себя микрорайоны «Маленькая Италия» и «Европейская провинция» 808 человек. То есть всего на территории Суховского сельского поселения проживает 6 543 человека. Кроме того, порядка 500 человек зарегистрированы в г. Кемерово, но фактически проживают в п. Металлплощадка, в его частном секторе.
Градообразующем предприятием поселка Металлплощадка является открытое акционерное общество «Суховский», расположенное в черте населённого пункта по бульвару Строителей, 73, занимающееся выращиванием овощей, цветов и рассады и их реализацией. На предприятии порядка 70 % его работников являются жителями посёлка.

## Население
| 2010  | 2011  | 2012  | 2013  | 2014  | 2015  | 2016  |
| ----- | ----- | ----- | ----- | ----- | ----- | ----- |
| 5552  | ↗5560 | ↗5698 | ↗6062 | ↗6293 | ↗6543 | ↗6720 |
| 2017  | 2018  | 2019  |       |       |       |       |
| ↗6989 | ↗7100 | ↗7344 |       |       |       |       |

## Состав сельского поселения
| № | Населённый пункт | Тип населённого пункта          | Население |
| - | ---------------- | ------------------------------- | --------- |
| 1 | Металлплощадка   | посёлок, административный центр | ↗6425     |
| 2 | Сухово           | деревня                         | 363       |